# Creu de terme de Creuer d'Esterri
La Creu de terme de Creuer d'Esterri és una obra d'Esterri d'Àneu (Pallars Sobirà) inclosa a l'Inventari del Patrimoni Arquitectònic de Catalunya.

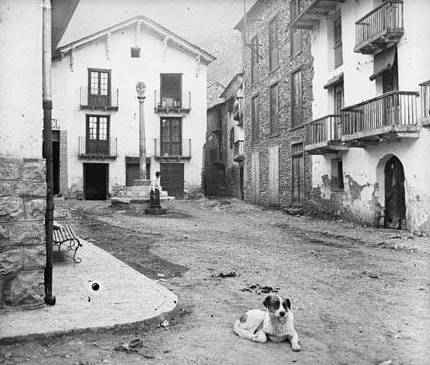
La creu en una imatge d'entre 1915 l 1930

## Descripció
Senzilla creu de pedra que descansa sobre una alta columna amb capitell igualment de pedra. Dins d'un espai ovalat, hi ha esculpit en alt relleu, un Crist de tosca factura clavat en una creu llatina. A l'anvers, també inscrita en un espai oval, hi ha una figura femenina (possiblement una Mare de Déu) amb les mans creuades sota el pit i estranya faldilla. Segons la tradició recollida per Morelló, fou construïda pels francesos que ocuparen Esterri l'any 1623.